# دويرون
دويرون (بالإنجليزية: Doerun, Georgia)‏ هي مدينة تقع في مقاطعة كولكويت، جورجيا بولاية جورجيا في الولايات المتحدة. تبلغ مساحة هذه المدينة 3.3 (كم²)، وترتفع عن سطح البحر 121 م، بلغ عدد سكانها 774 نسمة في عام 2010 حسب إحصاء مكتب تعداد الولايات المتحدة.

## أعلام
- تشارلز فلويد هاتشر

## وصلات خارجية
- Cities & Counties - Georgia.gov